# Бежецкий кремль
Бежецкий кремль — несохранившаяся деревянная крепость Бежецка (до 1766 года — Городецка).
Укрепления в Городецке появились после того, как в 1273 году тверской князь Святослав Ярославич разорил Бежичи (ныне село Бежицы). Центр края (Бежецкого Верха) был перенесён на 15 км выше по реке Мологе в тогдашний Городецко у впадения реки Остречины. В течение веков он не раз становился объектом брьбы между Тверью и Новгородом, а также между Москвой и Новгородом. В Смутное время он был разрушен польско-литовскими интервентами из Тушинского лагеря.
Новый кремль был сооружён в 1610—1613 годах. В 1682 году строится каменная Введенская церковь, от которой сохранилась лишь колокольня. В конце XVIII века кремль был разобран.